# Гаврило Ковачина
Гаврило Ковачина је био архиђакон манастира Високи Дечани на Косову и Метохији.
Рођен је 1921. године у Мостару. Родио се у богатој српској породици која је производила позната херцеговачка вина од сорти жилавке и блатине. Ковачине су освајале златне медаље на винским салонима у Паризу и Бриселу, и тако постали познати по свом врхунском вину. Касније ће на њиховом отетом имању настати пољопривредни комбинат ,,Хепок“ .
Замонашио се пред сам Други светски рат у манастиру Високи Дечани.
Пре монашења студирао италијански језик, да би као монах са тим знањем учинио много за спас манастира током окупације у Другом светском рату. Био је глас између манастирског братства и италијанских војника током њихове окупације. Манастир је највише захваљујући њему сачуван од пустошења.
Након рата комунисти су ушли у манастир и почели са прогоном монаха. Без мере у хули, у храму су основали политичку школу „Јосип Броз Тито“, а зидове са фрескама и олтар прекрили су црним засторима. Све монахе су похапсили, осим пар њих које су оставили да им спремају храну и служе за трпезом. Међу њима је био и млади Гаврило. Када су му комунисти затражили да им донесе чувеног дечанског вина, Гаврило је смело рекао: ,,Вино служимо само за причест!“. Након тога су га тукли без милости и са поломљеним ребрима утамничили у затвору у Пећи.
Осуђен је на 10. година робије и послат у затвор у Сремској Митровици. Тамо је настављено његово мучеништво са осталим монасима и свештеницима који нису пристајали да се одрекну Бога .
У затворском кругу сваки дан је био упрегнут са осталим свештеницима да вуче ваљак и ,,равна“ круг.
Гаврило Ковачина је умро 1946. године на бетону затворске самице са сликом манастира Високи Дечани на грудима, а сахрањен је на затворском гробљу у Лаћарку .